# Mojca Dežman
Mojca Dežman (Kranj, 14 maggio 1967) è un'ex sciatrice alpina jugoslava, dal 1991 slovena, che gareggiò per la nazionale jugoslava.

## Biografia
Specialista delle prove tecniche, in Coppa del Mondo Mojca Dežman ottenne 7 piazzamenti a punti, tutti in slalom speciale: il primo15 dicembre 1985 a Savognin (14ª), il migliore il 30 novembre 1987 a Courmayeur (10ª) e l'ultimo il 31 gennaio 1988 a Kranjska Gora (14ª). Ai XV Giochi olimpici invernali di Calgary 1988, sua unica presenza olimpica, si classificò 18ª nello slalom gigante e 9ª nello slalom speciale; continuò a gareggiare fino alla stagione 1989-1990, quando fu 6ª nella classifica di slalom speciale di Coppa Europa. Non ottenne piazzamenti ai Campionati mondiali.

## Palmarès

### Coppa del Mondo
- Miglior piazzamento in classifica generale: 60ª nel 1987

### Campionati jugoslavi
- 3 medaglie (dati parziali)[1]:
  - 1 argento (slalom gigante nel 1987)
  - 2 bronzi (discesa libera, supergigante nel 1987)